# Брагінка
Бра́гінка (біл. Брагінка) — річка в Білорусі (в межах Гомельської області) та Україні (в межах Київської області). Ліва притока Прип'яті (басейн Дніпра). 

## Фізична географія
Довжина  — 179 кілометрів. Бере початок за 11,5 кілометрів на південний схід від районного центру Хойники. Тече  переважно на південь. Впадає до Прип'яті неподалік від впадіння останньої у Дніпро. 
Річка частково розташована на території зони відчуження Чорнобильської АЕС, у зв'язку з чим здійснюється її радіаційний контроль.

## Брагінка в культурі
- На річці відбуваються події оповідання Костянтина Паустовського «Корчма на Брагінці» (1946).